# Friedrich Conrad Hornemann
Friedrich Conrad Hornemann (ur. w 1772 w Hildesheim w pobliżu Hanoweru, zm. w 1801 w Nigerii) – niemiecki podróżnik i badacz północnej i zachodniej Afryki.

## Młode lata
Był synem pastora. Jego podróżnicze zainteresowania zrodziły się z lektur książek, w których czytał o dawnych hiszpańskich, portugalskich, francuskich i angielskich odkrywcach nieznanych ziem w Ameryce Południowej.
W roku 1791 zapisał się na uniwersytet w Getyndze by studiować teologię i pójść w ślady ojca. Ale przeczytane w dzieciństwie książki odcisnęły trwałe piętno w umyśle Friedricha. W 1795 roku, na krótko przed ukończeniem studiów, zwrócił się do swego profesora historii naturalnej, znanego botanika i lekarza Johanna Friedricha Blumenbacha, by ten polecił go swemu londyńskiemu koledze, sir Josephowi Banksowi, w nadziei, że kierowane przezeń Towarzystwo Afrykańskie pomoże młodemu człowiekowi wyruszyć na podbój Czarnego Lądu.
Hornemann odwiedził Banksa w Londynie i - latem 1797 roku - uzyskał wsparcie finansowe Towarzystwa na poczet ekspedycji z Kairu przez Saharę celem znalezienia źródeł i określenia kierunku biegu rzeki Niger. Hornemann miał również odnaleźć tajemnicze pustynne miasto Timbuktu.

## Wyprawa
Zgodnie z planem Hornemann wyruszył do Kairu, mijając się w drodze z angielskim badaczem Mungo Parkiem, który właśnie wracał ze swej pierwszej podróży do Afryki Zachodniej. We wrześniu, wkrótce po przybyciu młodego Niemca do Egiptu, w Kairze wybuchła epidemia dżumy i miasto obłożone zostało kwarantanną na blisko dziesięć miesięcy. Nie mogąc ruszyć w drogę, Hornemann zaczął uczyć się arabskiego, w czym pomagał mu Niemiec-muzułmanin, na stałe mieszkający w Kairze Joseph Frendenburgh (lub Freudenberg). Frendenburgh zgodził się wziąć udział w wyprawie jako tłumacz.
Kwarantanna w Kairze została zdjęta we wrześniu 1798 roku, ale Hornemann nie był w stanie - wobec napoleońskiej inwazji Egiptu - zrealizować swych londyńskich listów kredytowych. Potrzeba było wstawiennictwa samego Bonapartego, by wreszcie w grudniu francuski bank wypłacił pieniądze i ekspedycja mogła ruszyć w drogę.
Udając arabskich kupców Hornemann i Frendenburgh udali się do Oazy Siwa na zachód od depresji Kattara, gdzie udało im się dołączyć do karawany zdążającej do Marzuku, stolicy Fazzanu (w dzisiejszej południowo-zachodniej Libii), gdzie Frendenburgh zmarł na gorączkę tropikalną. W tej sytuacji, zamiast kontynuować podróż na południe, Hornemann udał się na północ, do Trypolisu nad Morzem Śródziemnym, dokąd dotarł w sierpniu 1799 roku. Stamtąd wysłał do Londynu szczegółowe sprawozdanie z dotychczasowych dokonań i po czterech miesiącach wyruszył znów przez Saharę na południe. Od tej pory nikt go już więcej nie widział.

## Na ratunek
W swym ostatnim liście Hornemann zastrzegał, by - dla jego własnego bezpieczeństwa - nie szukać go i nie pisać doń listów przez co najmniej trzy lata. Dlatego dopiero po upływie dłuższego czasu udała się do Afryki wyprawa Towarzystwa Afrykańskiego, która stwierdziła, że Hornemann dotarł do wiosek plemienia Hausa w dzisiejszym Nigrze i że prawdopodobnie był nad Jeziorem Czad. Stamtąd miał udać się wzdłuż rzeki Kano do Katsiny i - w roku 1801 - na pograniczu regionów Bokani i Nupe umrzeć na dyzenterię nie docierając do poszukiwanej rzeki Niger.
Chociaż Friedrich Conrad Hornemann nie mógł o tym opowiedzieć, był prawdopodobnie pierwszym Europejczykiem, który widział Jezioro Czad i z całą pewnością pierwszym, który od czasów rzymskich przemierzył Saharę. Jego osiągnięciem, z którego skorzystali późniejsi podróżnicy, było stwierdzenie, że podróż do serca Afryki z Trypolisu jest znacznie krótsza niż z Kairu. Odnaleziony po latach dziennik Hornemanna został opublikowany w Europie będąc świadectwem jednej z najwcześniejszych eksploracji północnej i zachodniej Afryki.